# Đerekari
Đerekari (Servisch cyrillisch Ђерекари) is een plaats in de Servische gemeente Brus. De plaats telt 23 inwoners (2002).